# Elle Macpherson
Elle Macpherson, ursprungligen Eleanor Nancy Gow, född 29 mars 1964 i Killara utanför Sydney i Australien, är en australisk fotomodell och skådespelare. Hon är kanske mest känd för sina fem omslagsbilder för Sports Illustrateds baddräktsnummer under 1980- och 1990-talen.

## Biografi

### Uppväxt
Macpherson föddes i Killara, en förort till Sydney i Australien, som dotter till rugbylagägaren Peter Gow. Hon är äldst av fyra syskon. Hennes föräldrar skildes och hennes mor gifte senare om sig med Neil Macpherson. Då antog Elle styvfaderns efternamn. Hon har studerat juridik ett år vid University of Sydney.

### Upptäckt
Macpherson upptäcktes när hon var på semester i Tasmanien av Click Model Management och fick kontrakt. Hon blev internationellt känd då hon medverkade i Elle, vilket hon gjorde i varje nummer under sex år i rad. Under den tiden gifte hon sig vid 21 års ålder med Gilles Bensimon som arbetade på Elle.
Efter tiden på Elle fick hon ännu mer uppmärksamhet genom medverkan på framsidan av Sports Illustrateds baddräktsnummer. Hon har medverkat fem gånger (1986, 1987, 1988, 1994 och 2006), vilket är rekord. Hon arbetade också med underkläder för Victoria's Secret.
1986 hade hon nått sådan popularitet att hon fick figurera på framsidan av TIME Magazine under titeln The Big Elle (ung. "Stora Elle"). Australiska staten erbjöd henne samtidigt en post i turistutskottet som hedersambassadör.

### Skådespelarkarriär
Hennes filmdebut blev med filmen Sirens (1993), där hon spelade krokimodell till en konstnär. För rollen gick hon upp nio kilo och förvånade många fans och kritiker genom att medverka i flera nakenscener (även om samtliga kvinnliga karaktärer i filmen hade åtminstone en nakenscen).
Efter Sirens poserade hon naken i Playboy. Bilderna publicerades i alla länder där Playboy ges ut, utom Australien, då hon inte ville att hennes föräldrar skulle få se bilderna. Hennes bilder publicerades dock i de australiska tidningarna Women's Day och New Idea samt TV-programmen A Current Affair och 60 Minutes. Hon medverkade också i två kalendrar där hon poserade i genomskinliga toppar.
1999 medverkade hon i fem avsnitt av Vänner som Joeys rumskompis och flickvän Janine Lecroix. Därefter medverkade hon i filmen Batman & Robin och Om Lucy faller. Hon spelade också en kontroversiell roll i filmen A Girl Thing som en kvinna som experimenterar med sin bisexualitet för första gången.

### Utpressningsförsök
Den 12 och 23 juli 1997 utsattes Elle Macphersons hem i Los Angeles för inbrott. Tjuvarna William Ryan Holt och Michael Mischler stal juveler och pengar till ett uppskattat värde av över 100 000 dollar samt 15 nakenfotografier.
Kort därefter blev Macpherson kontaktad av någon som hotade att lägga ut bilderna på internet om hon inte gav dem 60 000 dollar. Hon kontaktade då polisen, varpå utpressarna ökade summan med 20 000 dollar till, men de greps den 4 augusti 1997. Mischler dömdes till sex år och åtta månader i fängelse för två inbrott och utpressning vid sex tillfällen. Han erkände senare ett inbrott och utpressning vid ett tillfälle. Holt, som sedan tidigare var villkorligt frigiven från amerikanska flygvapnet, dömdes till ett år i fängelse, varpå han fick återvända till militärt fängelse för att avtjäna sitt tidigare straff.

### Familjeliv
1985–1989 var hon gift med Gilles Bensimon. Hon gifte sig andra gången 2013 med den amerikanske miljardären Jeffrey Soffer men makarna separerade 2017. Hon har två söner, Arphad Flynn Alexander Busson och Aurelius Cy Andrea Busson, tillsammans med Arpad Busson, en schweizisk-fransk finansman, som hon var förlovad med 2002–2005.

## Namn
Macphersons efternamn skrivs oftast som "MacPherson" och ibland även "McPherson", men detta verkar vara inkorrekt. Källor som kan antas vara pålitliga i det avseendet såsom Playboy (vol.41, nr.5, maj 1994), och webbplatsen för Macphersons underklädeskedja skriver alltid namnet "Macpherson".

## Filmografi i urval
- 1993 – Sirens
- 1996 – Jane Eyre
- 1996 – Om Lucy faller
- 1996 – Kärlekens båda ansikten
- 1997 – På gränsen
- 1997 – Batman & Robin
- 1999–2000 – Vänner (TV-serie)
- 2001 – A Girl Thing (TV-film)